# Beta-2
Beta-2 – generator radioizotopowy konstrukcji radzieckiej wykorzystujący rozpad promieniotwórczy strontu-90 i itru-90, o mocy do 1 kW.
Skonstruowane w 1964 ogniwo jądrowe zamienia ciepło wytwarzające się z podczas rozpadu promieniotwórczego do impulsowego generowania prądu elektrycznego, za pomocą termoogniw półprzewodnikowych.
Używane do zasilania urządzeń elektrycznych w trudno dostępnych lokalizacjach, np. automatycznych stacji pogodowych na Syberii, przesyłających dane meteorologiczne czy radiolatarniach.
Szacuje się, że wyprodukowano ich ok. 160, rozmieszczonych po całym ówczesnym terytorium ZSRR, od Estonii, przez Gruzję, po Syberię.